# 中華邦聯
中华邦联是一个政治设想，即有多个政治实体以邦联制组成一个政治实体，目前主要用于讨论两岸关系。“中华邦联”不同于以联邦制组成的中华联邦。但均僅停留在構想或學術研究，迄今無具體作為，也未獲得各國官方的支持。

## 構想
前中华民国副总统、民进党籍政治人物吕秀莲认为，两岸可以朝着组建“中华邦联”（Zhonghua Confederation）的方向发展，建立邦联，从而拥有紧密的政治和经济联系，类似于欧洲联盟、东南亚国家联盟和拉美及加勒比国家共同体等区域邦联。
乔治·华盛顿大学教授的沈大伟就曾向布什总统建言推动两岸对邦联制的对话，以期稳定亚太局势。老布什总统的国家安全顾问史考克罗（B. Scrowcraft）在一场没有书面讲稿的演讲中，也说中国的统一只有采邦联制可行。
前新加坡外交部长杨荣文认为，两岸现状不可持续，主张一个将“One China”（一个中国）理解为“Chinese Commonwealth”（中国人的邦联/中华国协/中华邦联）。
马英九政府时期中华民国外交部长林永乐认为，如果中华邦联是类似于新加坡和英国的关系、新加坡和中国的关系，那对台湾人可能较有吸引力。